# Abulug
Abulug is een gemeente in de Filipijnse provincie Cagayan op het eiland Luzon. Bij de laatste census in 2007 had de gemeente bijna 29 duizend inwoners.

## Geografie

### Bestuurlijke indeling
Abulug is onderverdeeld in de volgende 20 barangays:
| - Alinunu - Bagu - Banguian - Calog Norte - Calog Sur - Canayun - Centro - Dana-Ili - Guiddam - Libertad | - Lucban - Pinili - San Agustin - San Julian - Santa Filomena - Santa Rosa - Santo Tomas - Siguiran - Simayung - Sirit |

## Demografie
Abulug had bij de census van 2007 een inwoneraantal van 28.769 mensen. Dit zijn 2.086 mensen (7,8%) meer dan bij de vorige census van 2000. De gemiddelde jaarlijkse groei komt daarmee uit op 1,04%, hetgeen lager is dan het landelijk jaarlijks gemiddelde over deze periode (2,04%). Vergeleken met de census van 1995 is het aantal mensen met 5.221 (22,2%) toegenomen.

De bevolkingsdichtheid van Abulug was ten tijde van de laatste census, met 28.769 inwoners op 162,6 km², 144,8 mensen per km².

## Geboren in Abulug
- Florencio Vargas (7 november 1931), Filipijns politicus (overleden 2010).